# Tricarpelema
Tricarpelema es un género de plantas con flores de la familia Commelinaceae. Comprende 9 especies descritas y de estas solo 8  aceptadas.
Es originario de África tropical y del sur de Asia desde el Tíbet hasta Malasia.

## Taxonomía
El género fue descrito por John Kenneth Morton y publicado en Notulae Systematicae. Herbier du Museum de Paris 5(3): 176. 1936. La especie tipo es: Tricarpelema giganteum (Hassk.) H.Hara

## Especies aceptadas
A continuación se brinda un listado de las especies del género Tricarpelema aceptadas hasta noviembre de 2013, ordenadas alfabéticamente. Para cada una se indica el nombre binomial seguido del autor, abreviado según las convenciones y usos.
- Tricarpelema africanum Faden
- Tricarpelema brevipedicellatum Faden
- Tricarpelema chinense D.Y.Hong
- Tricarpelema giganteum (Hassk.) H.Hara
- Tricarpelema glanduliferum (J.Joseph & R.S.Rao) Faden
- Tricarpelema philippense (Panigrahi) Faden
- Tricarpelema pumilum (Hallier f.) Faden
- Tricarpelema xizangense D.Y.Hong